# Avenul de la Mununa
Avenul de la Mununa este un fenomen carstic cu un istoric special.

## Localizare
Drumul spre aven pornește din comuna Gărda de Sus, situată pe valea Ariesului Mare la 32 km amonte de Câmpeni (pe DN75). Din centrul comunei se desprinde drumul carosabil de pe Gârda Seacă pe care se ajunge, după aproximativ 1km, la gura Vaii Ordâncușa. De aici existtă două variante. Prima o constituie poteca turistică marcata cu cruce roșie, care duce direct în cătunul Mununa. Cea de a doua variantă este pe Valea Gârda Seacă. La 2 km de la gura Urdâncușei pornește un drum forestier prin Mununa până la Ghețar. Avenul se găsește la 46°29′23″N 22°48′35″E / 46.48972°N 22.80972°E

## Istoric
În 1983 o echipă a clubului Polaris peșterea prin zona Ghețar. Căutau cu încăpățânare o intrare în sistemul Iapa-Peștera Poarta lui Ionele. Ghidul de la Scărișoara îl anunță pe Viorel Roru Ludușan că în cătunul Mununa localnicii sapă într-un aven colmatat în căutarea apei. Locul e interesant căci se află deasupra sistemului căutat. Polarisul mută tabara în Mununa și pădurarul Tolomei, care conducea acțiunea, le povestește istoria locului. 
Între războaie după o ploaie torențială pe pașunea din spatele casei bunicilor lui s-a deschis un puț din care se auzea un vuiet de apă. Apa e un element foarte valoros în cătunul Mununa căci nu există nici un izvor. Calcarul pe care stă cătunul absoarbe ca un burete precipitațile. Apa de gătit și băut e adusă de la mare distanță în  donițe purtate de cai. Pentru animale și spălat e folosită apa de ploaie colectată în butoaie. Ideea că în puț ar putea exista apă i-a determinat pe oameni să decolmateze avenul. La 10 m adâncime au găsit o crăpătură din care se auzea un vuiet ca de apă în cădere. 
Preotul satului se prezintă la fața locului și după o analiză amănunțită decide că în fundul avenului se dechide un alt văzduh (tărâm) și trebuie astupat. Și l-au astupat cu tot ce nu era folositor, pietre de pe pășune, resturi lemnoase...
După 60 de ani oamenii și-au amintit povestea și au reluat dezobstrucția. După câteva zile de lucru s-a ajuns la vechiul terminus de unde se auzea vuietul apei. Și acuma se auzea același vuiet. Dar fisura e impenetrabilă. Pentru aceasta e adus un perforator pneumatic, dinamită...
Acțiunea e preluată de membrii Polaris. Teo Ludușan aduce de la Petroșani dotarea necesară pentru săpat în stâncă și după o tabară de două săptămâni se trece de prima strâmtoare și se intră în puțul doi care dă într-o sală de 8/6 m. Aici, o altă strâmtoare e dinamitată și după săparea unei galerii de 6 m se ajunge într-o altă sală în care apare un izvor cu debit neinteresant. Și adâncimea mare la care se află face dificilă pomparea lui la suprafață. E rezolvată și proveniența vuietului de apă. Nu e decât șuierul curentului de aer care vine dintr-un sistem cu un volum considerabil.

## Descriere
Avenul are o prima verticală de 10 m adâncime și 2 m diametru ca un puț de fântână. Se trece strâmtoarea în formă de S și se coboară o diaclază până în prima sala. De aici, pe Galeria Robilor, săpată cu perforatorul și dinamită  se pătrunde în tavanul sălii finale la minus 45 m.
Avenul nu are speleoteme deosebite. Se remercă câteva zone cu cristale și scurgeri parietale.  

## Biologie
Nu au fost făcute studii speciale dar au fost identificate exemplare de Pholeuon proserpinae glaciale Jeann.

## Condiții de vizitare
Intrarea în aven a fost blocată.